# Buniel
Buniel est une commune d'Espagne dans la communauté autonome de Castille-et-León, province de Burgos. Elle s'étend sur 13,28 km2 et comptait environ 612 habitants en 2024.

## Localisation et climat
La ville de Buniel est située sur le plateau castillan ( meseta ) près de l'embouchure du Río Úrbel dans le Río Arlanzón, à environ 13 km (en voiture) au sud-ouest de la capitale provinciale Burgos , à une altitude d'environ 830 m . Le climat est tempéré à chaud ; La pluie (environ 560 mm/an) tombe toute l'année.

## Démographie
| Année      | 1857 | 1900 | 1950 | 2000 | 2018 | 2024  |
| Population | 543  | 500  | 399  | 188  | 543  | 612 . |

La mécanisation de l'agriculture et l'abandon des petites exploitations ont entraîné une pénurie d'emplois depuis les années 1950 et, par conséquent, la migration d'une grande partie de la population vers les villes ( exode rural ). En raison de sa proximité avec la ville de Burgos, la population a de nouveau augmenté de manière significative au cours des premières décennies du XXIe siècle.

## Économie
Pendant des siècles, la région dépendait presque exclusivement de l’agriculture pour son autosuffisance ; L'élevage revêtait également une grande importance . Les aliments durables ou conservés tels que les céréales , le fromage , la charcuterie , etc. pouvaient être échangés ou vendus sur les marchés de Burgos.

## Histoire
En 1912, on a découvert une stèle pyramidale avec un chrisme et des caractères latins, datée de la période romaine tardive ou wisigothe concordant avec deux découvertes de la même période réalisées lors de la construction de la ligne AVE en 2015. À la fin du IXe siècle, la région fut reconquise ( reconquista ) et repeuplée (repoblación ) par Diego Rodríguez Porcelos (v. 873–885), deuxième comte de Castille et fondateur de Burgos . La première mention documentée du nom de lieu remonte à 1058.

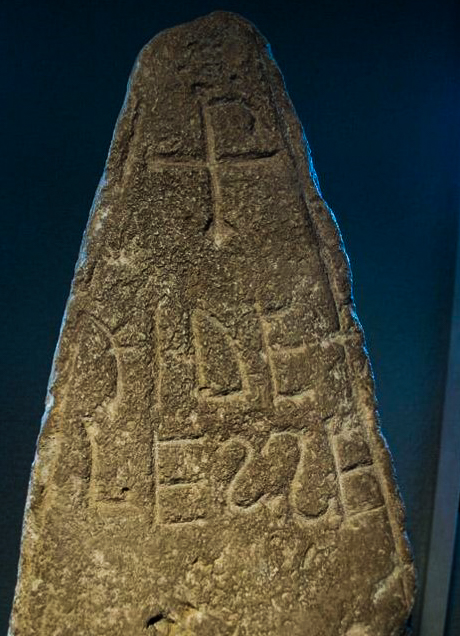
Buniel – Stele ((Musée de Burgos)

## Tourisme
L'église à trois nefs de Santa María la Mayor date d'environ 1500 ; Cependant, des documents montrent qu'au moins un bâtiment prédécesseur a dû exister. Les trois nefs indiquent une certaine importance de l'église. La pièce maîtresse de l'église est le retable baroque doré (retablo) des années 1660 dans l' abside principale ; Des autels supplémentaires (simples) ont été ajoutés au fil du temps.
Aux alentours du village il reste encore quelques caves en briques (bodegas) recouvertes de terre.